# Жулавка (Поморське воєводство)
Жулавка (пол. Żuławka, нім. Klein Saalau) — село в Польщі, у гміні Прущ-Гданський Ґданського повіту Поморського воєводства.
Населення — 90 осіб (2011).

## Демографія
Демографічна структура станом на 31 березня 2011 року:
|          | Загалом | Допрацездатний вік | Працездатний вік | Постпрацездатний вік |
| -------- | ------- | ------------------ | ---------------- | -------------------- |
| Чоловіки | 43      | 10                 | 30               | 3                    |
| Жінки    | 47      | 14                 | 26               | 7                    |
| Разом    | 90      | 24                 | 56               | 10                   |